# 吉田起子
吉田 起子（よしだ ゆきこ、1989年7月12日 - ）は、岩手県盛岡市出身のハンドボール選手。日本ハンドボールリーグのオムロン所属。

## 経歴
2012年に日本ハンドボールリーグのオムロンへ加入。背番号は「15」。
2013-14年シーズンから背番号を「4」へ変更。
2015年5月の第5回全日本社会人ハンドボール選手権大会ではベストセブンに選出された。
2015-16年シーズンはリーグトップのフィールド得点（50得点）・7mスロー得点（29得点）を記録し、得点王のタイトルを獲得。初のベストセブンに選ばれた。
2016年7月の第21回ヒロシマ国際ハンドボール大会で日本代表に初選出された。
2016-17年シーズンは13試合の出場にとどまったものの、7mスローはリーグ2位の25得点を記録した。
2017-18年シーズンはリーグ4位の130得点を記録。7mスローはリーグトップの62得点を記録し、2年ぶりの7mスロー得点賞を受賞した。
2018年の第8回社会人選手権ではベストセブンを受賞。2018-19年シーズンはフィールド得点賞（120得点）のタイトルを獲得し、ベストセブン賞を受賞した。シーズン終了後には第4回欧州遠征の日本代表メンバーに選ばれた。

## 詳細情報

### 年度別成績
| 年       | チーム   | 試合 | フィールド 得点 | 率   | 7m      | 合計    | 警告 | 退場 | 失格 |
| -------- | -------- | ---- | --------------- | ---- | ------- | ------- | ---- | ---- | ---- |
| 2012-13  | オムロン | 14   | 3/9             | .333 | 4/4     | 7/13    | 0    | 0    | 0    |
| 2013-14  | オムロン | 18   | 8/20            | .400 | 10/12   | 18/32   | 1    | 1    | 0    |
| 2014-15  | オムロン | 17   | 11/24           | .458 | 3/5     | 14/29   | 0    | 1    | 0    |
| 2015-16  | オムロン | 12   | 50/120          | .417 | 29/32   | 79/152  | 0    | 0    | 0    |
| 2016-17  | オムロン | 13   | 36/86           | .419 | 25/31   | 61/117  | 1    | 0    | 0    |
| 2017-18  | オムロン | 24   | 68/171          | .398 | 62/72   | 130/243 | 1    | 0    | 0    |
| 2018-19  | オムロン | 24   | 120/268         | .448 | 35/43   | 155/311 | 1    | 1    | 0    |
| JHL：7年 | JHL：7年 | 122  | 296/698         | .424 | 168/199 | 464/897 | 4    | 3    | 0    |

- 各年度の太字はリーグ最高

### タイトル・表彰

#### 日本ハンドボールリーグ
- 殊勲選手賞：1回 (2018年)
- ベストセブン賞：2回 (2015年・2018年)
- 得点王：1回 (2015年)
- フィールド得点賞：2回 (2015年・2018年)
- 7mスロー得点賞：2回 (2015年・2017年)

#### 社会人選手権
- ベストセブン：3回 (2015年・2018年・2019年)

### 記録

#### 日本ハンドボールリーグ
- 7mスロー初得点：2012年10月13日、対三重バイオレットアイリス戦（山鹿市鹿本体育館）[12]
- フィールドゴール初得点：同上
- 通算200得点：2017年9月9日、対ソニーセミコンダクタマニュファクチャリング戦（山鹿市総合体育館）[13]
- 通算300得点：2018年3月4日、対飛騨高山ブラックブルズ岐阜戦（飛騨高山ビッグアリーナ）[13]
- 通算400得点：2019年1月20日、対HC名古屋戦（人吉スポーツパレス）[14]

### 背番号
- 15 (2012年 - 2013年)
- 4 (2013年 - )